# Youssoupha Ndiaye
Youssoupha Ndiaye (* 9. Mai 1938 in Dakar; † 17. Juli 2021 in Saint-Louis) war ein senegalesischer Jurist, Sportfunktionär und Politiker.

## Karriere
Youssoupha Ndiaye besuchte das Lycée Faidherbe im senegalesischen Saint-Louis. Dort erwarb er 1959 einen Abschluss in Philosophie und besuchte anschließend die Fakultät für Rechtswissenschaften in der Hauptstadt Dakar. 1964 beendete er sein Studium und arbeitete ab 1966 als Richter. 1976 stieg er zum Vorsitzenden des Obersten Gerichtshofs seines Landes auf und hatte dieses Amt bis 1984 inne. Zwischen 1993 und 2002 war er als Präsident des Verfassungsrats vom Senegal tätig.
Ab 2002 war Ndiaye vermehrt im Sportbereich tätig. Er übernahm im November 2002 das Amt des Sportministers seines Landes, welches er bis 2005 innehatte und wurde Mitglied im Internationalen Olympischen Komitee (IOC). Von Februar 2007 bis September 2017 stand er der Ethikkommission des IOC vor. 2008 wurde er zum Ehrenmitglied des IOC ernannt und mit dem Olympischen Orden in Silber ausgezeichnet.
Zudem war Ndiaye als Fußballspieler aktiv. Er begann seine Karriere 1957 an der International Junior School Football und spielte in den folgenden Jahren für die Gorean Sports Union (1953–1963). Zwischen 1980 und 1984 war er Vizepräsident der Fédération Sénégalaise de Football und übernahm 1986 für zwei Jahre die Präsidentschaft des Verbandes. Zudem saß er von 1983 und 1986 dem Senegalesischen Tennisverband vor.